# Інтегрований захист рослин
Інтегро́ваний за́хист росли́н або ІЗР (англ. Integrated pest management) — комплексне застосування методів для довгострокового захисту рослин від шкідників та запобіганню їх появі.
Це передбачає регулювання розвитку та поширення шкідливих організмів до невідчутного господарського рівня на основі прогнозу, економічних порогів шкодочинності, дії корисних організмів, енергоощадних та природоохоронних технологій, які забезпечують надійний захист рослин і екологічну рівновагу довкілля.

## Огляд
Інтегрований захист рослин (ІЗР) — це комплексний і стійкий підхід до боротьби зі шкідниками, спрямований на зменшення шкідливого впливу хімічних засобів захисту (пестицидів) на довкілля, зокрема на ґрунт і воду, при збереженні продуктивності сільського господарства.
Основна філософія ІЗР полягає в поєднанні кількох стратегій для управління популяціями шкідників на економічно прийнятному рівні, не покладаючись виключно на синтетичні хімічні речовини. Ця багатогранна система об’єднує 4 категорій методів — біологічні, культуральні, механічні та хімічні методи, віддаючи пріоритет використанню нехімічних варіантів, коли це можливо.
Інтегрований захист рослин виник як відповідь на зростаючу стурбованість щодо несприятливого впливу хімічних пестицидів на здоров’я людини, дику природу та екосистеми. Хоча ці хімічні речовини ефективні, вони часто призводять до небажаних наслідків, таких як стійкість до пестицидів, знищення корисних організмів, зменшення родючості ґрунту, і забруднення ґрунту та водних ресурсів. Таким чином, фокус сучасної боротьби зі шкідниками змістився в бік більш екологічно безпечних практик, які збалансовують боротьбу зі шкідниками та збереження довкілля.
Однією з головних цілей інтегрованого захисту рослин є підвищення стійкості природної екосистеми, тим самим зменшуючи потребу у зовнішніх втручаннях задля боротьби зі шкідниками. Для цього використовують чотири категорій методів:
- Біологічний захист рослин, або біологічний контроль, або біоконтроль, — є ключовим компонентом ІЗР і передбачає використання природних хижаків, паразитоїдів і патогенів для контролю популяцій шкідників. Наприклад, такі корисні організми, як ентомопатогенні гриби, бактерії та нематоди, все частіше використовуються для боротьби зі шкідниками, одночасно зберігаючи здоров’я ґрунту.

- Культуральний контроль, який включає такі практики, як сівозміна, проміжні культури і використання сидератів. Ці методи порушують життєві цикли шкідників, знижують ризик зараження та зміцнюють здоров’я ґрунту, покращуючи стан його органічної речовини та мікробної активності.

- Механічні та фізичні заходи контролю, такі як пастки, бар’єри та мінімальний обробіток ґрунту, також відіграють важливу роль у боротьбі з популяціями шкідників із мінімальним впливом на довкілля.

- Хімічні пестициди використовуються в ІЗР як крайній засіб і, коли застосовуються, вибираються на основі їх специфічності та зниженого впливу на нецільові види. Все більша популярність біопестицидів, отриманих із природних джерел, таких як рослини та мікроорганізми, які є менш шкідливою альтернативою традиційним синтетичним пестицидам. Ці речовини спрямовані проти конкретних шкідників і хвороб, не порушуючи загального екологічного балансу.

Нормативно-правові рамки в багатьох регіонах, такі як Директива Європейського Союзу 2009/128/EC, підтримують впровадження ІЗР, зобов’язуючи скоротити використання хімічних пестицидів і заохочуючи нехімічні альтернативи. Незважаючи на законодавчу базу, залишаються проблеми з широким впровадженням ІЗР, зокрема уявлення деяких фермерів про те, що нехімічні методи можуть бути не такими ефективними чи надійними, як звичайні пестициди.
Загалом, інтегрований захист рослин пропонує цілісну та адаптивну систему боротьби зі шкідниками, яка знижує екологічні ризики та підтримує довгострокову стійкість сільського господарства.

## Актуальність
Органічне та стале виробництво продукції рослинництва потребує цілісного підходу та впровадження екологічних технологій і заходів, які спрямовані на раціональне використання природних ресурсів, поліпшення стану ґрунту, зменшення використання хімічних речовин, збільшення біорізноманіття, зменшення викидів парникових газів тощо, що у комплексі забезпечує здоров’я рослин і ґрунту.
Впровадження інтегрованого захисту рослин та мінімізація використання синтетичних пестицидів дає змогу покращити здоров’я рослин, ґрунту і агробіоценозу загалом, та забезпечити формування збалансованих агроекосистем.

## Переваги
- мінімізація впливу хімічних речовин на працівників;
- мінімізація шкоди для довкілля;
- мінімізація забруднення продукції шкідливими хімічними речовинами;
- мінімізація забруднення води та повітря;
- підвищення родючості ґрунту за рахунок зниження рівня її забруднення;
- запобігання розвитку стійкості до хімічних речовин у шкідників.[3]

## Принципи
Популярне дослідження 2015 року виділяє такі принципи інтегрованого захисту рослин:
1. Запобігання (профілактика): створення систем вирощування культур, які за своєю суттю менш схильні до значних економічних втрат через наявність шкідників. Цей принцип означає, що мета полягає не в тому, щоб повністю знищити шкідників, а в тому, щоб запобігти тому, щоб будь-який із них став домінуючим або завдав шкоди системі вирощування культур. Це включає перевірку насіння та ґрунту перед висадкою, селекцію сортів стійких до шкідників, сівозміни, біологічний захист та інші методи.
2. Моніторинг: спостереження і використання систем моніторингу та прогнозування. В багатьох країнах існують національні системи моніторингу та прогнозування спалахів хвороб та шкідників, на основі погоди та інших чинників.
3. Встановлення порогових значень (допустимі рівні шкідників чи бур'янів), і прийняття рішень на їх основі.
4. Використання нехімічних методів: є основою в ІЗР. Це передбачає використання біологічних методів захисту рослин, агротехнічних, фізичних та механічних, в їх синергічному поєднанні, яке дає найкращий результат. Хімічні методи використовуються в останню чергу, при необхідності.
5. Обґрунтований вибір пестицидів для мінімізації небажаного впливу на здоров’я або навколишнє середовище, таких як селективні пестициди та біопестициди.
6. Зменшення використання пестицидів: зменшення доз, частоти використання та часткове використання.
7. Протидія резистентності до засобів захисту: просторове та часове розділення культур, сівозміни.
8. Оцінювання і оптимізація стратегії.[4]

## Біологічний захист рослин
Біологічний захист рослин полягає у використанні для захисту рослин від шкідливих організмів, їхніх природних ворогів (хижаків, паразитів, гербіфагів, антагоністів), продуктів їхньої життєдіяльності (антибіотиків, феромонів, ювеноїдів, біологічно активних речовин) та ентомопатогенних мікроорганізмів для зменшення їхньої кількості та шкодочинності і створення сприятливих умов для діяльності корисних видів у агробіоценозах, тобто застосування «живого проти живого».
Позитивним чинником у застосуванні біологічного методу є його екологічність. Біологічні засоби можна використовувати без обмеження кратності застосування, в той час як кількість обробок рослин хімічними пестицидами суворо регламентована.
Біологічний захист рослин ґрунтується на системному підході і комплексній реалізації двох основних напрямків: збереження і сприяння діяльності природних популяцій корисних видів (ентомофагів, мікроорганізмів), самозахисту культурних рослин в агробіоценозах та поновлення агробіоценозів корисними видами, яких не вистачає або які відсутні. Принциповою відміною біологічного методу захисту рослин від будь-якого іншого, є використання саме першого напрямку, який здійснюють, застосовуючи біологічні препарати, способами сезонної колонізації, інтродукції та акліматизації зоофагів і мікроорганізмів. Розмноженню й ефективності діяльності корисних видів сприяють агробіотехнічні заходи, та деякі способи обробітку ґрунту за допомогою яких, можна створювати сприятливі умови для життєдіяльності зоофагів.
Кожен з основних засобів біологічного методу (застосування зоофагів, корисних у захисті рослин мікроорганізмів) має свої особливості і дієвий у відповідних умовах. Ці засоби не усувають, а доповнюють один одного. Нині особливу увагу приділяють пошуку шляхів спільного застосування біологічного захисту з іншими методами в інтегрованих системах захисту рослин від шкідливих організмів. Основним завданням цього методу є вивчення умов, які визначають ефективність природних ворогів шкідливих організмів і розробка способів регулювання їхньої кількості і взаємин з популяціями шкідливих організмів.
До природних ворогів комах належать ентомофаги (хижаки і паразити) та хвороботворні (ентомопатогенні) мікроорганізми. До останніх належать збудники вірусних, бактеріальних, грибкових, протозойних і нематодних (паразитичні види круглих червів) захворювань. Найчисельніші ентомофаги — серед комах, павуків, кліщів. Значну користь у знищенні шкідників надають хребетні тварини — комахоїдні птахи, риби, плазуни і ссавці. Ефективні хижаки стосуються ряду твердокрилих, багато видів, що застосовуються для захисту рослин від шкідників, належать до родини кокцинелід або сонечок, які живляться попелицями, листокрутками, білокрилками, кліщами-фітофагами.
Ентомофаги мешкають у різноманітних екологічних умовах і тому відзначаються різними способами життя. Хижаки відкладають яйця в колонії шкідників або в середовище, що їх оточує. Одні живляться лише у фазі личинки (мухи сирфіди, галиці, золотоочка звичайна), чи в дорослій фазі (скорпіонові мухи, мурашки, багато видів ос), інші;— в дорослій фазі і фазі личинки (трипси, клопи, більшість сітчастокрилих, кокцинеліди, жужелиці, мухи ктирі тощо). Багато факультативних хижаків серед клопів (макролофус, подізус). Більшість наявних хижаків серед кліщів, належать до ряду паразитоформних і акаріформних. Основними способами застосування ентомофагів і акаріфагів проти шкідників є: сезонна колонізація, інтродукція і акліматизація, внутрішньоареальне переселення, створення умов для їхнього розмноження. Сезонна колонізація передбачає штучне масове розведення і випуск ентомофагів у природне середовище. В популяціях, ентомофагів часто небагато, і вони самостійно не можуть стримувати розмноження шкідників. Масовий випуск комах здійснюється на початку фази, коли шкідники найкраще ушкоджується ентомофагом, згодом вони будуть розмножуватись самостійно. Спосіб сезонної колонізації передбачає застосування видів роду трихограма, які використовуються проти підгризаючих, листогризучих совок, біланів, молей, листокруток тощо, та паразитів тепличної білокрилки енкарзію, дракона — паразита бавовняної совки, стеблового метелика, хойою;— паразита американського білого метелика тощо. Використовують і хижаків — криптолемуса проти червеців, фітосейулюса проти павутинного кліща, хижу галицю афідимізу для знищення попелиць в захищеному ґрунті тощо.
Інтродукція і акліматизація застосовуються проти карантинних шкідників, які мають обмежене розповсюдження в країні.
Природні вороги стримують розмноження шкідника на його батьківщині, а в новому географічному районі вони відсутні. Ефективних зоофагів і мікроорганізмів для завезення і акліматизації знаходять на батьківщині шкідливого організму і переселяють у нові райони. Найкращі результати отримують при завезенні вузькоспеціалізованих видів, які пристосовані до існування за рахунок одного шкідника, хвороби, бур'яну. Внутрішньоареальне переселення полягає у переселенні ефективних, частіше спеціалізованих, природних ворогів зі старих вогнищ, де чисельність шкідливих організмів знижується, у нові в інших частинах ареалу виду, де ці вороги відсутні або ще не накопичилися.
Мікроорганізми, які ушкоджують шкідливі види, для захисту рослин застосовуються у формі біологічних препаратів. Більшість біологічних бактеріальних препаратів створено на основі кристалоутворюючих бактерій групи Bacillus thuringiensis Berl., які створюють спори і кристали, здатні розчинятися у кишківнику комах, куди вони потрапляють із кормом.
Грибкові препарати містять спори ентомопатогенних грибів, що належать до недосконалих.
Вірусні біологічні препарати (вірини) виготовляються на основі вірусів поліедрозу і гранульозу, які найчастіше вражають лускокрилих.
У живих системах на усіх рівнях організації поширеним способом передавання даних, є хімічна взаємодія. Останнім часом велика увага приділяється розробці і застосуванню біологічно активних речовин, які забезпечують взаємини між живими організмами в біоценозах, їх ріст і розвиток. Основною групою біологічно активних речовин є феромони. Феромони — хімічні речовини, які виробляють і виділяють в довкілля комахи. Ці речовини викликають відповідні поведінкові або фізіологічні реакції. Існують різні групи феромонів — статеві, агрегаційні, слідові тощо. Найбільшого поширення у практиці захисту рослин набули статеві феромони, які найчастіше виділяють самки для приваблювання самців. Найбільш вивченими є феромони лускокрилих, твердокрилих, клопів, сітчастокрилих, термітів. На основі визначення структури природних феромонів комах створено їхні синтетичні аналоги. Статеві феромони використовуються для виявлення і визначення зони поширення шкідників, для сигналізації строків застосування захисних заходів, визначення щільності популяцій шкідників, а також для захисту посівів шляхом масового вилову самців («самцевого вакууму») і дезорієнтації, приваблення самців при хімічній стерилізації.
Спосіб дезорієнтації комах передбачає насичення площі високими концентраціями синтетичного феромону і порушення феромонної комунікації між самцями та самками. В підсумку, неспарені самиці відкладають незапліднені яйця, що й зумовлює зниження чисельності виду. Встановлено, що процеси метаморфозу, линяння, розмноження і діапаузи комах регулюють гормони. Найбільш вивченими є ювенільний (личинковий), екдизон (линочний) і мозковий. Гормони було синтезовано і отримано як хімічні сполуки, що за структурою відрізняються від природних, але наслідують їхню біологічну активність — виконують роль регуляторів росту і розвитку комах. В захисті рослин практичного застосування набули інгібітори синтезу хітину і ювеноїди. Гормональні препарати за своєю дією значно відрізняються від традиційних інсектицидів. Вони не отруйні, але зумовлюють порушення ембріонального розвитку, метаморфозу, викликають стерилізацію. Інгібітори хітину порушують формування кутикули під час линяння. Ювеноїди викликають загибель під час завершення личинкового або лялечкового розвитку, є інгібіторами синтезу хітину під час чергового линяння.
Біологічний спосіб боротьби з хворобами рослин, полягає у використанні наявних у природі явищ надпаразитизму, антибіозу, тобто антагоністичних взаємин між організмами, які розвиваються на рослинах і в ґрунті. Нині (на початку XXI століття), найбільша увага приділяється вивченню і використанню антагоністів і продуктів їхньої життєдіяльності — антибіотиків. Як антагоністи багатьох фітопатогенів добре вивчені і застосовуються гриби роду Trichoderma. Вони поширені в ґрунтах різних типів і продукують антибіотики — гліотоксин, віридин, триходермін, соцукацилін, аламецин тощо, які мають антибактеріальні і антигрибкові властивості. На основі цих збудників створено препарат триходермін — БЛ.
Важлива роль у біологічному захисті рослин від хвороб відведена мікрофільним грибам — надпаразитам (роду Ampelomyces, Trichothecium). Незавершений гриб Trichothecium roseum Lin утворює антибіотик трихотецин, який пригнічує розвиток і ріст багатьох грибків — збудників борошнистої роси огірків, моніліозу тощо. На його основі створений біологічний препарат трихотецин.
Біологічний метод боротьби з бур'янами вперше було застосовано проти чагарнику лантани на Гавайських островах — червеця Orthezia insignis Pung. В Україні біологічний захист застосовується проти паразитичної безхлорофільної рослини вовчка, яка уражує понад 120 видів культурних рослин, а найбільше соняшник. Серед організмів, які зменшують чисельність вовчка, найдієвішою є муха фітоміза. Нині великого значення набуває боротьба з амброзією полинолистою, яка поширюється в Україні на орних землях, пасовищах, луках, узбіччях доріг. 1978-го року проти неї був використаний інтродукований з Північної Америки амброзієвий листоїд. В цьому напрямку була проведена велика робота вченими інституту зоології АН РФ.
Генетичний метод боротьби зі шкідливими організмами було розроблено і запропоновано А. С. Серебровським (1938, 1950). Цей метод передбачає насичення природної популяції шкідника генетично неповноцінними особинами того ж виду. Самки природної популяції, спаровуючись з такими особинами, відкладають нежиттєздатні яйця, не дають потомства, відбувається самознищення шкідника. Генетичний метод здійснюється променевою і хімічною стерилізацією. Променева стерилізація передбачає масове розведення шкідників, опромінення їх (гамма-променями, рентгенівськими променями) і наступний випуск в плодові насадження, посіви сільськогосподарських культур. У опромінених особинах виникають пошкодження хромосомного апарату. У разі хімічної стерилізації, стерилізаторами використовуються хімічні речовини, з алкилючих сполучень, антиметаболітів і антибіотиків. Перші викликають статеву стерильність самок і самців, антиметаболіти обумовлюють стерильність самиць. Генетичний метод боротьби був застосований 1954-го року проти сірої м'ясної мухи на острові Кюрасао, яка завдає значної шкоди тваринництву. Випуск стерилізованих особин був успішним. Генетичному методу боротьби притаманна вибірковість, його застосування не зв'язане з негативним впливом на довкілля і не сприяє з'явленню стійкості до факторів стерилізації.
Вагомий внесок у розробку інтегрованого захисту рослин зробив ентомолог В. І. Танський.

## Культурний захист рослин
Культурні (культуральні) практики передбачають зміну навколишнього середовища або методів управління культурами, щоб зробити їх менш сприятливими для шкідників. Це може включати сівозміну, посадку стійких до шкідників сортів, коригування дат посадки, оптимізацію зрошення для зменшення росту шкідників та інші.
Вирощування стійких до шкідливих організмів сортів культурних рослин сприяє формуванню мало-життєздатних популяцій шкідників.

## Фізичний та механічний захист рослин
До цих методів відносять такі, як збивання шкідників з рослин за допомогою бризок води, використання бар’єрів і пасток та передові методи, такі як високоточні методи точного землеробства та сільськогосподарська робототехніка зі штучним інтелектом, що може автономно виявляти та видаляти шкідників.

## Хімічний захист рослин
Хімічні методи захисту рослин передбачають розумне використання пестицидів, коли це необхідно. Це включає використання пестицидів, які менш шкідливі для нецільових організмів, застосування їх у потрібний час і в потрібній кількості, а також чергування пестицидів для зменшення ризику розвитку стійкості. Інтегрована боротьба зі шкідниками наголошує на зведенні до мінімуму використання хімічних пестицидів і їх використанні в останню чергу після інших методів.